# 聖薩巴縣
聖薩巴縣（英語：San Saba County）是美國德克薩斯州中南部的一個縣。面積2.948平方公里。根據美國2000年人口普查，共有人口6,186人。縣治聖薩巴。
成立於1856年2月1日，縣政府於5月3日成立。縣名來自聖薩巴河（河名紀念聖薩巴斯）。